# Никсън (певец)
Никола Праматаров, по-известен като Никсън или Колагена, е български попфолк певец и син на попфолк певицата Каролина. Музикалната си кариера стартира когато е едва на 16 години. Има издадени два албума с плевенската музикална компания „Меджик мюзик“ – „Пич от класа“ и „Стопроцентов мъжкар“. Наричан е „Детето чудо на попфолка“, тъй като тогава е сред най-младите изпълнители в този жанр и печели много фенове.

След края на музикалната си кариера има няколко присъди за притежание на наркотични вещества и прекарва известно време в затвора. 
Живял е в Гърция с майка си, жена си Весела и сина си, където се е лекувал в клиника за наркозависимост. В момента живее в Англия. 
Сред най-известните му песни са „Далавера“, „Руса птичка“, „Плейбой бар“, „Пич от класа“ и др.

## Дискография

### Студийни албуми
- Пич от класа (1999)
- Стопроцентов мъжкар (2001)